# 1884 en football
Cet article présente les faits marquants de l'année 1884 en football.

## Clubs fondés en 1884
- en Angleterre :
  - fondation du club de Derby County Football Club basé à Derby.
  - fondation du club de Leicester City Football Club basé à Leicester.
  - fondation du club de Lincoln City Football Club basé à Lincoln.
  - fondation du club de Tranmere Rovers Football Club basé à Birkenhead.
- en Écosse :
  - fondation du club de Stenhousemuir Football Club basé à Stenhousemuir.

## Janvier
- 26 janvier : à Belfast (Ballynafeigh Park), premier match international opposant Écossais et Irlandais. L'Écosse s'impose 5-0 sur l'Irlande. 2 000 spectateurs. Ce match compte pour la première édition du tournoi mettant aux prises les quatre associations britanniques.

## Février
- 9 février : à Wrexham (Racecourse Ground), le pays de Galles s'impose 6-1 sur l'Irlande. 2 000 spectateurs.
- 16 février : Queen's Park FC remporte la 11e édition de la Coupe d'Écosse à la suite du forfait de Vale of Leven Football Club.
- 23 février : à Belfast (Ballynafeigh Park), l'Angleterre s'impose 8-1 face à l'Irlande.

## Mars
- 1er mars : incidents à l'occasion de la demi-finale de FA Cup Blackburn Rovers - Notts County FC disputée à Birmingham. Les spectateurs locaux, supporters d'Aston Villa Football Club, règlent leurs comptes avec les rivaux de Notts County FC : jets de projectiles, insultes…
- 15 mars : à Glasgow (Cathkin Park), l'Écosse bat l'Angleterre : 1-0. 10 000 spectateurs.
- 17 mars : à Wrexham (Racecourse Ground), l'Angleterre s'impose 0-4 face au pays de Galles. 4 500 spectateurs.
- 29 mars : finale de la 13e FA Challenge Cup (100 inscrits). Blackburn Rovers 2, Queen's Park FC 1. 14 000 spectateurs au Kennington Oval.

## Septembre
- 28 septembre : premier match de football disputé à Anfield, actuel antre du Liverpool FC. C'est le rival Everton Football Club qui a l'honneur d'inaugurer Anfield au cours d'un match face à Earlestown.

## Naissances
- 2 janvier : Jack Greenwell, footballeur puis entraîneur anglais. († 1942).
- 17 février : Reinier Beeuwkes, footballeur néerlandais. († 1963).
- 1er avril : Ralph Kirby, footballeur puis entraîneur anglais. († 1946).
- 11 avril : Paul Voyeux, footballeur français. († 1968).
- 3 mai : Willie Reid, footballeur écossais. († 1966).
- 10 juin : Fernand Massip, footballeur français. († 1958).
- 14 juin : Robert Eucher, footballeur français. († 1940).
- 15 juin : Albert Iremonger, footballeur anglais. († 1958).
- 24 juin : Ivan Dreyfus, footballeur suisse. († 1975).
- 5 juillet : Luigi Forlano, footballeur italien. († 1916).
- 17 juillet : Umberto Malvano, footballeur italien. († 1971).
- 26 juillet : Gáspár Borbás, footballeur hongrois. († 1976).
- 3 août : Constant Feith, footballeur néerlandais. († 1958).
- 19 novembre : Gaston Cyprès, footballeur français. († 1925).
- 7 décembre : Félix Julien, footballeur français. († 1915).
- 12 décembre : John Heijning, footballeur néerlandais. († 1947).
- 15 décembre : Louis Mesnier, footballeur français. († 1921).
- 16 décembre : Henri Bellocq, footballeur français. († 1959).
- 17 décembre : Henri Holgard, footballeur français. († 1927).
- 29 décembre : Maurice Tilliette, footballeur français. († 1973).
- 31 décembre : Charles Renaux, footballeur français. († 1971).